# Estación de Congosto

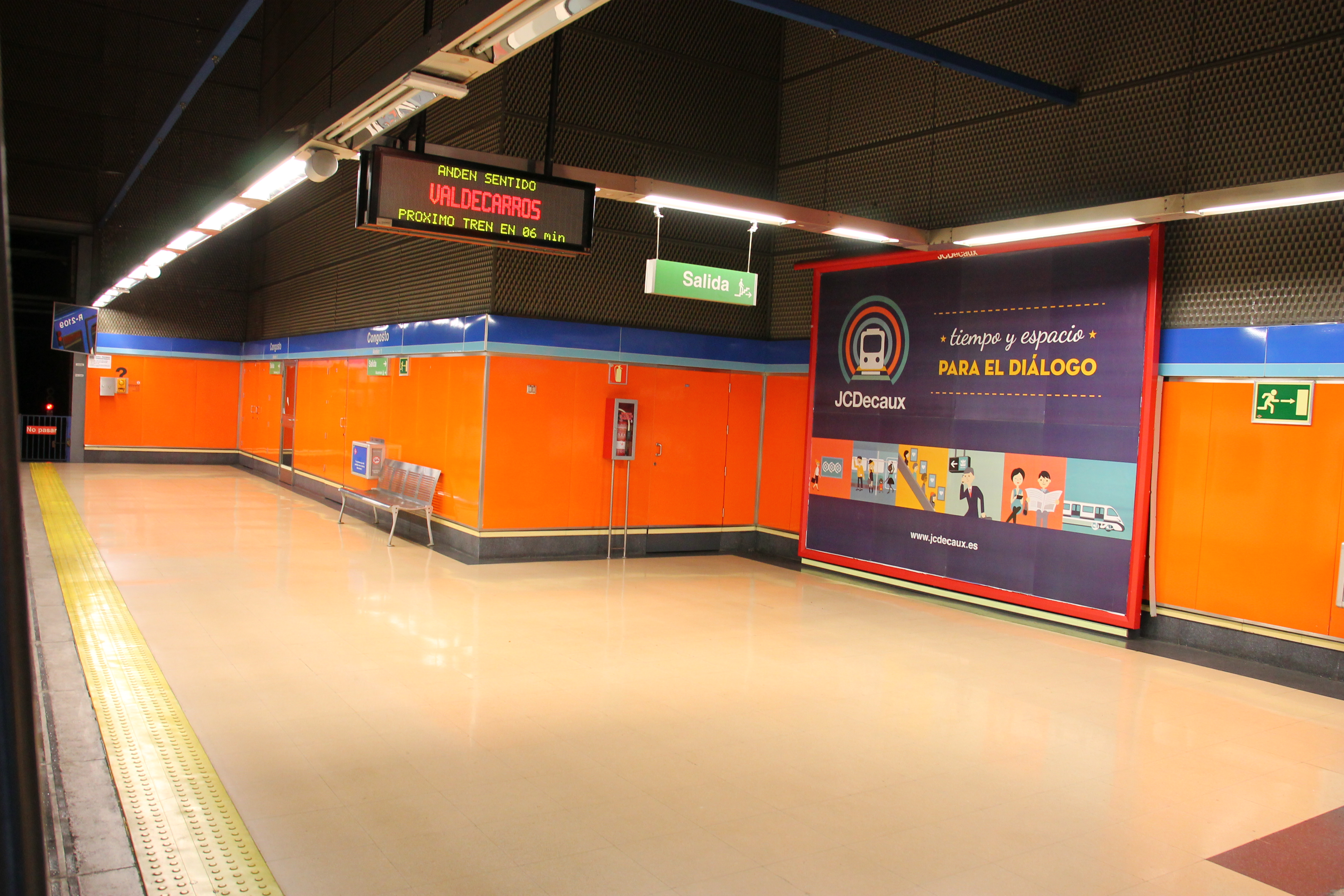
Andén de la estación

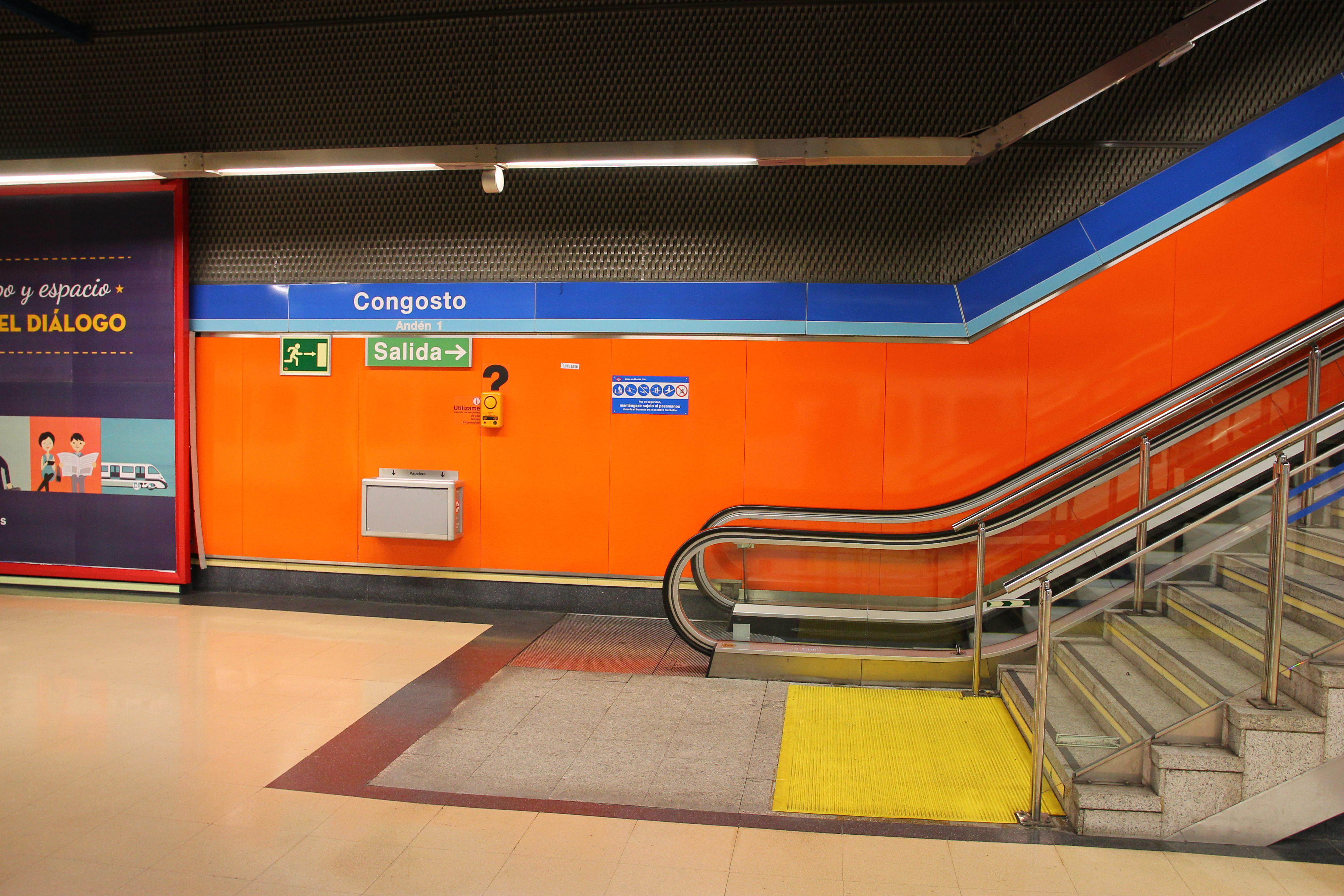
Andén de la estación

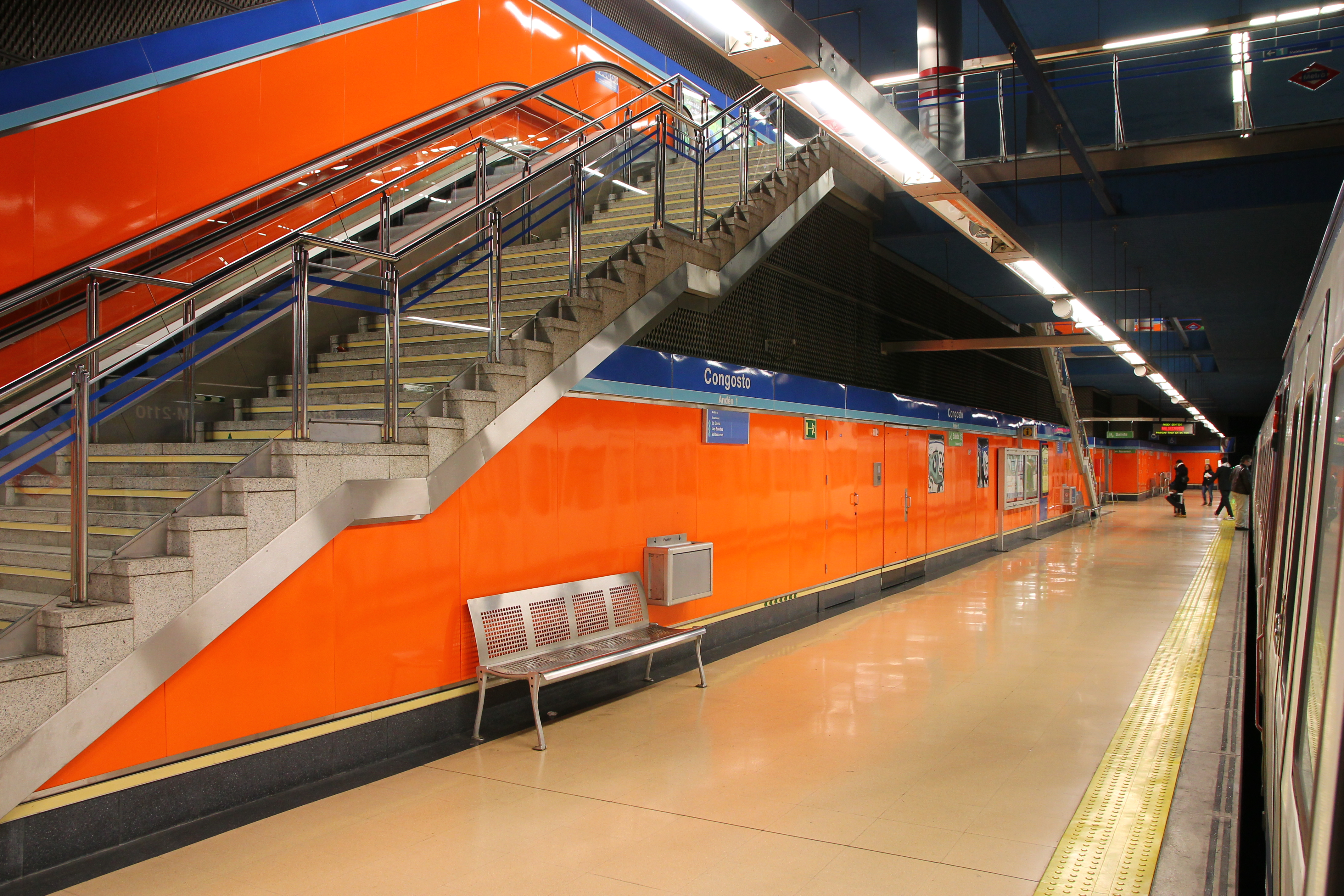
Andén de la estación

Congosto es una estación de la línea 1 del Metro de Madrid situada bajo la calle de Congosto (de la que toma su nombre), entre las intersecciones con las calles Peña Sorrapia y Sierra de Mira, al sur del casco antiguo de la Villa de Vallecas, en la ciudad de Madrid (España). Esta zona era anteriormente conocida como Barrio Vilano, aunque dicha denominación está cayendo en desuso y está siendo sustituida en el habla popular por Congosto.

## Historia
La estación se inauguró el 3 de marzo de 1999 y se puso en servicio el día siguiente con el tramo Miguel Hernández-Congosto. Ha sido terminal de la línea hasta el 16 de mayo de 2007, y terminal de algunos trenes desde esa fecha hasta otoño de 2007.
Desde el 24 de junio de 2023, y hasta el 14 de octubre, el tramo Nueva Numancia-Valdecarros permaneció cortado por obras. En su lugar se ha establecido un servicio sustitutivo de autobús, aunque sin parada por esta estación.

## Accesos
Vestíbulo Congosto
- Congosto C/ Congosto, 35
- Plaza de Congosto C/ Congosto, 33
- Ascensor C/ Congosto, 50

## Líneas y conexiones

### Metro

Primeras ampliaciones del Metro que incluían la estación.

| << cabecera        | < estación        | línea | estación > | cabecera >> |
| ------------------ | ----------------- | ----- | ---------- | ----------- |
| Pinar de Chamartín | Villa de Vallecas |       | La Gavia   | Valdecarros |

### Autobuses
| Diurnos   |                      |                          |
| Línea     | Destino              | Parada                   |
| 54        | Estación de Atocha   | 3663 CONGOSTO (Cabecera) |
| Nocturnos |                      |                          |
| Línea     | Destino              | Parada                   |
| N9        | Ensanche de Vallecas | 4697 CONGOSTO            |